# شركة كهرباء زحلة
شركة كهرباء زحلة (بالإنجليزية: Zahle Electricity Company)‏ هي شركة كهرباء تم البدء في تأسيسها عام 1920 في منطقة زحلة بلبنان، حيث استُخدِمت مياه نهر البردوني لتوليد الطاقة الكهربية، فجعلت أهالي مدينة زحلة يتنعمون بالكهرباء بعد أن كانت شركة كهرباء لبنان جالبة للعتمة أكتر من الإضاءة.

## التأسيس
إن توليد الكهرباء في زحلة مقرونًا بالنهضة التي شهدتها المدينة مع مطلع القرن العشرين للاستفادة من مياه نهر البردوني التي كانت تُهدر في ذلك الوقت والتي تجري بانحدار 1350 متر من المنبع، فقام الأب يعقوب الرياشي –كائن الرهبانية الباسيلية الشويرية- بدعوة يوسف البريدي –عضو مجلس إدارة متصرفية جبل لبنان وإبراهيم أبو خاطر والمهندس سالم رياشي إلى اجتماع في 28 ديسمبر عام 1907 للبحث في كيفية الاستفادة من مياه نهر البردوني الذي يقع على بعد خمسة كيلومترات من زحلة في توليد الكهرباء، كلف مجلس الإدارة لجنة مختصة بدراسة المشروع وتمت الموافقة عليه عام 1910، فتم تحويله إلى الراجع العليا في الأستانة إلى أن تمكن الأب يعقوب من الحصول على الفرمان «الشاهيني» بامتياز وتم تحديد مدنه بسبعين عامًا،
ولكن قيام الحرب العالمية الأولى حالت دون تنفيذ المشروع حتى بدأ تنفيذ المشروع عام 1920، وفي السادس من فبراير عام 1927 تم الاحتفال ببناء «الشركة الكبرى لكهرباء زحلة»، وفي اجتماع عُقد لمجلس إدارة الشركة في مارس عام 1934 كشف رئيسه يوسف البريدي عن توسعها لتضم 20 ألف سهم برأسمال 4 ملايين فرنك فرنسي، وقد تم تأسيسها لخدمة الاحتياجات الكهربائية لقسم من منطقة البقاع الأوسـط الـذي يضم مدينة زحـلة وخمس عشرة بلدية، في البداية كان دفتر الشروط الـذي يرعى علاقتها مـع الدولة اللبنانية يجيز لها إنتاج وتوزيع الطاقـة الكهربائية، وتستمد شركة كهرباء زحلة كامل الطاقة الكهربائية من محطات التحويل التابعة لمؤسسة كهرباء لبنان.

## التطور

### بداية العقد بين مؤسسة كهرباء لبنان وشركة كهرباء زحلة
بقي الوضع كذلك حتى سنة 1969 ففي تلك السنة تم توقيع عقـد في 25 أبريل 1969 بين مؤسسة كهرباء لبنان وشركة كهرباء زحـلة تنفيذًا للقانون المُنشأ لمؤسسة كهرباء لبنان وينص العقد على عـدم قيام شركة كهرباء زحلة بتوسيع قدراتها الإنتاجية في معاملها الحرارية، وكذلـك وقف هذه المعامل عن الإنتاج لمدة خمسة أشهر في السنة نسبة لوجود فائض في إنتاج الطاقـة الكهربائية لـدى مؤسـسة كهرباء لبنان التي تعهدت بتزويد شركة كهرباء زحـلة بكامل احتياجاتها على مدار الساعة، لاحقًا وفي منتصف السبعينات توقفت المعامل الحرارية التابعـة لشركـة كهرباء زحلة عن العمل بسبب الأضرار التي لحقت بها جراء الحرب اللبنانية.

### انتهاء مدة الامتياز
في تسعينيات القرن الماضي انتهت مدة امتياز شركة كهرباء زحلة فقامت الدولة بتجديد عقد توزيعها للطاقة ولكن بعد أن حددت تكلفة الكيلو المباع ب 75 ليرة، لكن شركة كهرباء زحلة رفضت التسعيرة وتقدمت بطعن لدى مجلس شورى الدولة تم قبوله سنة 2005 عندما اتخذ مجلس الوزراء قرارًا بجعل تسعيرة شركة كهرباء زحلة 50 ليرة للكيلوواط وسط ما ذُكِر من ضغوطات مارستها لصالحها السلطات السورية وقتئذٍ.

### احتجاجات لمد الامتياز لأسعد نكد
في عام 2018 قام أهالي المناطق التي تستفيد من شركة كهرباء زحلة بالعديد من الاحتجاجات دعمًا لشركة كهرباء زحلة ولمديرها المهندس أسعد نكد، وذلك بعد أن تقرر وقف عمل الشركة لانتهاء مدة العقد الموقع بين كهرباء زحلة وشركة كهرباء لبنان، كما تقدَّم النواب جورج عقيص وقيصر المعلوف وعاصم عراجي بقانون يهدف إلى تمديد مدة امتياز شركة كهرباء زحلة لعامين إضافيين، بعد ذلك أعلن النائب ميشال ضاهر الموافقة على القانون بشروط هي تركيب عدادين لحساب الطاقة المُستهلكة: عداد مخصص لشركة كهرباء لبنان، والآخر للطاقة المولدة من شركة زحلة بلبنان، بالإضافة إلى الالتزام بتسعيرة وزارة الطاقة بالنسبة لعداد شركة كهرباء لبنان.
وفي مطلع عام 2019 تمت زيارة شركة كهرباء زحل من قبل جبران باسيل –وزير الخارجية في حكومة تصريف الأعمال- وسيزار أبي خليل –وزير الطاقة- وسليم جريصاتي –وزير العدل- والنائب ميشال ضاهر والوزير السابق كابي ليون ومدير عام شركة كهرباء لبنان كمال حايك، وكان أسعد نكد –مدير عام شركة كهرباء زحلة- في استقبالهم، وسبب تلك الزيارة تتويج تنفيذ عقد بنود التشغيل بين شركة كهرباء لبنان وشركة كهرباء زحلة، وقد قام باسيل ووزير الطاقة بالاطلاع على آلية العمل والتشغيل بموجب العقد الجديد الذي بدأ تنفيذه اعتبارًا من عام 2019.
كما قام النائب ميشال ضاهر بمُطالبة المدير العام لشركة كهرباء زحلة –السيد أسعد نكد- بعدم وضع بدل اشتراك 15000 ليرة للمشترك قبل تركيب العدَّاد الثاني له، لأن وضع هذا الرسم يتم فقط بعد تركيب العداد الثاني حتى يختار المواطن استهلاك الكهرباء بين مولد شركة زحلة وبين كهرباء لبنان، كما طالبه بإنارة جميع الشوارع والطرقات الرئيسية الموجودة ضمن نطاق المنطقة.

## مميزات كهرباء زحلة
توفر زحلة ما يصل إلى 25 و35 في المئة من قيمة فاتورة الكهرباء، والعامل الرئيسي الذي أدى إلى ذلك هو طلب النائب ميشال ضاهر بإصدار فاتورتين وليس دمج فاتورة كهرباء لبنان بكهرباء زحلة كما كان يحدث في السابق، وهذا التوفير يؤكد أن معركة كهرباء زحلة قد وصلت إلى بر الأمان ببقاء الكهرباء 24/24 وبقاء نفس الخدمة وتوفير يصل إلى 35 في المئة للمواطن.

## تعرفة شركة كهرباء زحلة
يتم حساب تعرفة شركة كهرباء زحلة كما يلي:
يتم حساب التعرفة للمشتركين على اساس شطور الكيلوواط ساعة الموضوعة أساسًا من قبل مؤسسة كهرباء لبنان ويضاف إليها مبلغ يحدد شهريًا بناء على سعر صفيحة المازوت بغض النظر عن مصدر الطاقة المستهلكة سواء كانت من مؤسسة كهرباء لبنان أو من شركة كهرباء زحلة، وبموجب فواتير الشركة لشهر مايو 2018 فإن سعر مبيع الكيلوواط ساعة بلغ 203 ليرة في الشطر الادنى (35 ليرة تعرفة كهرباء لبنان + 168 ليرة) و 368 ليرة للشطر الاعلى (200 ليرة تعرفة كهرباء لبنان+168 ليرة)، مع العلم أن الشركة المذكورة تدفع لمؤسسة كهرباء لبنان مبلغ 55 ليرة ثمن الكيلوواط الواحد يضاف إليه رسم تأهيل يتراوح بين 6 و9 ليرة، مما يمكنها ببيع الكيلوواط المنتج من المعمل العائد للشركة أيضا بالأسعار المذكورة أعلاه مع هامش ربح جيد، وبالمقارنة مع السعر التوجيهي للمولدات الكهربائية الخاصة الصادر عن وزارة الطاقة والمياه لشهر مايو 2018 فإن شركة كهرباء زحلة تبيع الكيلوواط للمستهلكين للشطور العليا فقط بثمن يفوق السعر التوجيهي البالغ 281 ليرة، ولذلك فيمكن القول أن المواطن المشترك في شركة كهرباء زحلة يدفع تكاليف فاتورته بناءً على عدد الكيلوواط المستهلك وليس بحسب ساعات التقنين، الأمر الذي يسبب انخفاض معدل فاتورة المشتركين في كهرباء زحلة عن باقي الناطق اللبنانية التي يتم فيها دفع تعرفة ثابتة للمولدات الخاصة.

## مواقع خارجية
- جريدة زحلة الفتاة-ملحق العدد 5273